# Olfen (Nadrenia Północna-Westfalia)
Olfen [ˈɔlfn̩] – miasto w Niemczech, położone w kraju związkowym Nadrenia Północna-Westfalia, w rejencji Münster, w powiecie Coesfeld. W 2010 roku liczyło 12 215 mieszkańców.

## Współpraca
- Dülmen, Niemcy
- Velesmes-Essarts, Francja